# Балка Калинівка
Балка Калинівка (рос. Б. Калиновка) — балка (річка) в Україні у Синельниківському районі Дніпропетровської області. Ліва притока річки Нижньої Терси (басейн Дніпра).

## Опис
Довжина балки приблизно 5,25 км, найкоротша відстань між витоком і гирлом — 4,77 км, коефіцієнт звивистості річки — 1,10. Формується декількома балками. Майже на всіх ділянках балка пересихає.

## Розташування
Бере початок на північно-західній околиці села Калинівське. Тече переважно на південний схід через село Луб'янку і у селі Циганівка впадає у річку Нижню Терсу, ліву притоку Малої Терси.

## Цікаві факти
- У XX столітті на балці існували 2 газголдери та 2 газові свердловини[3].